# Lista över fornlämningar i Ljungby kommun (Angelstad)
Lista över fornlämningar i Ljungby kommun (Angelstad) är en förteckning av ett urval av de fornlämningar som finns i Angelstad i Ljungby kommun.
| Namn                               | Lämningstyp                 | Tillkomsttid | Historisk indelning | Plats | Läge                 | ID-nr          | Bild                                 |
| ---------------------------------- | --------------------------- | ------------ | ------------------- | ----- | -------------------- | -------------- | ------------------------------------ |
| Hualtarör (Angelstad 1:1)          | Röse                        |              | Angelstad, Småland  |       | 56.853219, 13.764467 | 10069700010001 | Ladda upp en bild av detta fornminne |
| Skea-dåre (Angelstad 2:1)          | Grav markerad av sten/block |              | Angelstad, Småland  |       | 56.848389, 13.774201 | 10069700020001 | Ladda upp en bild av detta fornminne |
| Angelstad 5:1                      | Gravfält                    |              | Angelstad, Småland  |       | 56.855009, 13.764392 | 10069700050001 | Ladda upp en bild av detta fornminne |
| Angelstad 13:1                     | Begravningsplats            |              | Angelstad, Småland  |       | 56.855558, 13.794715 | 10069700130001 | Ladda upp en bild av detta fornminne |
| Angelstad 14:1                     | Gravfält                    |              | Angelstad, Småland  |       | 56.840678, 13.770817 | 10069700140001 | Ladda upp en bild av detta fornminne |
| Angelstad 17:1                     | Gravfält                    |              | Angelstad, Småland  |       | 56.820669, 13.802738 | 10069700170001 | Ladda upp en bild av detta fornminne |
| Angelstad 17:2                     | Gravfält                    |              | Angelstad, Småland  |       | 56.820235, 13.803109 | 10069700170002 | Ladda upp en bild av detta fornminne |
| Angelstad 18:1                     | Gravfält                    |              | Angelstad, Småland  |       | 56.820661, 13.800510 | 10069700180001 | Ladda upp en bild av detta fornminne |
| Angelstad 19:1                     | Grav markerad av sten/block |              | Angelstad, Småland  |       | 56.824028, 13.795665 | 10069700190001 | Ladda upp en bild av detta fornminne |
| Angelstad 20:1                     | Minnesmärke                 |              | Angelstad, Småland  |       | 56.832625, 13.770275 | 10069700200001 | Ladda upp en bild av detta fornminne |
| Angelstad 22:1                     | Gravfält                    |              | Angelstad, Småland  |       | 56.815699, 13.780709 | 10069700220001 | Ladda upp en bild av detta fornminne |
| Lunnabacken (Angelstad 23:1)       | Hög                         |              | Angelstad, Småland  |       | 56.811479, 13.781990 | 10069700230001 | Ladda upp en bild av detta fornminne |
| Angelstad 24:1                     | Röse                        |              | Angelstad, Småland  |       | 56.812235, 13.811481 | 10069700240001 | Ladda upp en bild av detta fornminne |
| Angelstad 24:2                     | Röse                        |              | Angelstad, Småland  |       | 56.812391, 13.811673 | 10069700240002 | Ladda upp en bild av detta fornminne |
| Angelstad 27:1                     | Röse                        |              | Angelstad, Småland  |       | 56.853700, 13.826101 | 10069700270001 | Ladda upp en bild av detta fornminne |
| Angelstad 31:1                     | Grav markerad av sten/block |              | Angelstad, Småland  |       | 56.809735, 13.811396 | 10069700310001 | Ladda upp en bild av detta fornminne |
| Angelstad 33:1                     | Gravfält                    |              | Angelstad, Småland  |       | 56.809333, 13.816887 | 10069700330001 | Ladda upp en bild av detta fornminne |
| Angelstad 34:1                     | Gravfält                    |              | Angelstad, Småland  |       | 56.809365, 13.820467 | 10069700340001 | Ladda upp en bild av detta fornminne |
| Angelstad 35:1                     | Gravfält                    |              | Angelstad, Småland  |       | 56.809803, 13.825330 | 10069700350001 | Ladda upp en bild av detta fornminne |
| Angelstad 36:1                     | Hög                         |              | Angelstad, Småland  |       | 56.807321, 13.816207 | 10069700360001 | Ladda upp en bild av detta fornminne |
| Angelstad 36:2                     | Hög                         |              | Angelstad, Småland  |       | 56.807174, 13.816046 | 10069700360002 | Ladda upp en bild av detta fornminne |
| Angelstad 39:1                     | Stensättning                |              | Angelstad, Småland  |       | 56.806789, 13.722660 | 10069700390001 | Ladda upp en bild av detta fornminne |
| Angelstad 40:1                     | Stensättning                |              | Angelstad, Småland  |       | 56.798855, 13.719823 | 10069700400001 | Ladda upp en bild av detta fornminne |
| Angelstad 42:1                     | Gravfält                    |              | Angelstad, Småland  |       | 56.798744, 13.718681 | 10069700420001 | Ladda upp en bild av detta fornminne |
| Angelstad 43:1                     | Gravfält                    |              | Angelstad, Småland  |       | 56.809446, 13.729194 | 10069700430001 | Ladda upp en bild av detta fornminne |
| Angelstad 44:1                     | Hällristning                |              | Angelstad, Småland  |       | 56.821265, 13.745557 | 10069700440001 | Ladda upp en bild av detta fornminne |
| Rya kullar (Angelstad 45:1)        | Gravfält                    |              | Angelstad, Småland  |       | 56.820769, 13.749126 | 10069700450001 | Ladda upp en bild av detta fornminne |
| Angelstad 46:1                     | Gravfält                    |              | Angelstad, Småland  |       | 56.824199, 13.756354 | 10069700460001 | Ladda upp en bild av detta fornminne |
| Angelstad 47:1                     | Stensättning                |              | Angelstad, Småland  |       | 56.818617, 13.743015 | 10069700470001 | Ladda upp en bild av detta fornminne |
| Angelstad 47:2                     | Grav markerad av sten/block |              | Angelstad, Småland  |       | 56.818613, 13.743323 | 10069700470002 | Ladda upp en bild av detta fornminne |
| Angelstad 48:1                     | Hög                         |              | Angelstad, Småland  |       | 56.814007, 13.755019 | 10069700480001 | Ladda upp en bild av detta fornminne |
| Angelstad 48:2                     | Hög                         |              | Angelstad, Småland  |       | 56.813880, 13.754768 | 10069700480002 | Ladda upp en bild av detta fornminne |
| Angelstad 50:1                     | Röse                        |              | Angelstad, Småland  |       | 56.813327, 13.733819 | 10069700500001 | Ladda upp en bild av detta fornminne |
| Angelstad 52:1                     | Röse                        |              | Angelstad, Småland  |       | 56.828175, 13.747657 | 10069700520001 | Ladda upp en bild av detta fornminne |
| Drakarör (Angelstad 53:1)          | Röse                        |              | Angelstad, Småland  |       | 56.829277, 13.748178 | 10069700530001 | Ladda upp en bild av detta fornminne |
| Drakarör (Angelstad 53:2)          | Röse                        |              | Angelstad, Småland  |       | 56.828999, 13.748764 | 10069700530002 | Ladda upp en bild av detta fornminne |
| Angelstad 58:1                     | Gravfält                    |              | Angelstad, Småland  |       | 56.832428, 13.731024 | 10069700580001 | Ladda upp en bild av detta fornminne |
| Angelstad 60:1                     | Röse                        |              | Angelstad, Småland  |       | 56.817146, 13.716335 | 10069700600001 | Ladda upp en bild av detta fornminne |
| Angelstad 60:2                     | Stenkrets                   |              | Angelstad, Småland  |       | 56.817134, 13.716218 | 10069700600002 | Ladda upp en bild av detta fornminne |
| Angelstad 60:3                     | Grav markerad av sten/block |              | Angelstad, Småland  |       | 56.817101, 13.716268 | 10069700600003 | Ladda upp en bild av detta fornminne |
| Angelstad 60:4                     | Grav markerad av sten/block |              | Angelstad, Småland  |       | 56.817050, 13.716251 | 10069700600004 | Ladda upp en bild av detta fornminne |
| Angelstad 61:1                     | Stenkammargrav              |              | Angelstad, Småland  |       | 56.821998, 13.688166 | 10069700610001 | Ladda upp en bild av detta fornminne |
| Angelstad 62:1                     | Stensättning                |              | Angelstad, Småland  |       | 56.836871, 13.842170 | 10069700620001 | Ladda upp en bild av detta fornminne |
| Angelstad 63:1                     | Röse                        |              | Angelstad, Småland  |       | 56.828834, 13.747014 | 10069700630001 | Ladda upp en bild av detta fornminne |
| Angelstad 64:1                     | Röse                        |              | Angelstad, Småland  |       | 56.830051, 13.732453 | 10069700640001 | Ladda upp en bild av detta fornminne |
| Angelstad 65:1                     | Stensättning                |              | Angelstad, Småland  |       | 56.822470, 13.801195 | 10069700650001 | Ladda upp en bild av detta fornminne |
| Angelstad 66:1                     | Röse                        |              | Angelstad, Småland  |       | 56.829950, 13.759198 | 10069700660001 | Ladda upp en bild av detta fornminne |
| Angelstad 67:1                     | Gravfält                    |              | Angelstad, Småland  |       | 56.820377, 13.758769 | 10069700670001 | Ladda upp en bild av detta fornminne |
| Angelstad 72:1                     | Röse                        |              | Angelstad, Småland  |       | 56.820702, 13.722205 | 10069700720001 | Ladda upp en bild av detta fornminne |
| Angelstad 73:1                     | Röse                        |              | Angelstad, Småland  |       | 56.820044, 13.721566 | 10069700730001 | Ladda upp en bild av detta fornminne |
| Angelstad 79:1                     | Röse                        |              | Angelstad, Småland  |       | 56.841396, 13.777660 | 10069700790001 | Ladda upp en bild av detta fornminne |
| Angelstad 80:1                     | Gravfält                    |              | Angelstad, Småland  |       | 56.841862, 13.776280 | 10069700800001 | Ladda upp en bild av detta fornminne |
| Angelstad 81:1                     | Röse                        |              | Angelstad, Småland  |       | 56.853776, 13.773700 | 10069700810001 | Ladda upp en bild av detta fornminne |
| Angelstad 91:1                     | Stensättning                |              | Angelstad, Småland  |       | 56.798404, 13.717358 | 10069700910001 | Ladda upp en bild av detta fornminne |
| Angelstad 96:1                     | Röse                        |              | Angelstad, Småland  |       | 56.804991, 13.744656 | 10069700960001 | Ladda upp en bild av detta fornminne |
| Angelstad 96:2                     | Hög                         |              | Angelstad, Småland  |       | 56.805067, 13.745041 | 10069700960002 | Ladda upp en bild av detta fornminne |
| Angelstad 96:3                     | Stensättning                |              | Angelstad, Småland  |       | 56.805278, 13.745546 | 10069700960003 | Ladda upp en bild av detta fornminne |
| Angelstad 96:4                     | Stensättning                |              | Angelstad, Småland  |       | 56.805352, 13.745777 | 10069700960004 | Ladda upp en bild av detta fornminne |
| Angelstad 97:1                     | Hällristning                |              | Angelstad, Småland  |       | 56.804975, 13.745551 | 10069700970001 | Ladda upp en bild av detta fornminne |
| Drakaröset (Angelstad 101:1)       | Stenkammargrav              |              | Angelstad, Småland  |       | 56.889789, 13.777624 | 10069701010001 | Ladda upp en bild av detta fornminne |
| Angelstad 102:1                    | Gravfält                    |              | Angelstad, Småland  |       | 56.880769, 13.770730 | 10069701020001 | Ladda upp en bild av detta fornminne |
| Angelstad 106:1                    | Röse                        |              | Angelstad, Småland  |       | 56.882983, 13.770169 | 10069701060001 | Ladda upp en bild av detta fornminne |
| Angelstad 109:1                    | Röse                        |              | Angelstad, Småland  |       | 56.879962, 13.826160 | 10069701090001 | Ladda upp en bild av detta fornminne |
| Angelstad 109:2                    | Hög                         |              | Angelstad, Småland  |       | 56.880259, 13.825587 | 10069701090002 | Ladda upp en bild av detta fornminne |
| Angelstad 110:1                    | Gravfält                    |              | Angelstad, Småland  |       | 56.864850, 13.777837 | 10069701100001 | Ladda upp en bild av detta fornminne |
| Angelstad 111:1                    | Röse                        |              | Angelstad, Småland  |       | 56.867662, 13.780003 | 10069701110001 | Ladda upp en bild av detta fornminne |
| Angelstad 114:1                    | Röse                        |              | Angelstad, Småland  |       | 56.866991, 13.779948 | 10069701140001 | Ladda upp en bild av detta fornminne |
| Angelstad 115:1                    | Gravfält                    |              | Angelstad, Småland  |       | 56.855499, 13.750666 | 10069701150001 | Ladda upp en bild av detta fornminne |
| Angelstad 116:1                    | Röse                        |              | Angelstad, Småland  |       | 56.856702, 13.753731 | 10069701160001 | Ladda upp en bild av detta fornminne |
| Angelstad 117:1                    | Hällristning                |              | Angelstad, Småland  |       | 56.855768, 13.756369 | 10069701170001 | Ladda upp en bild av detta fornminne |
| Angelstad 118:1                    | Röse                        |              | Angelstad, Småland  |       | 56.855611, 13.765285 | 10069701180001 | Ladda upp en bild av detta fornminne |
| Angelstad 120:1                    | Hällristning                |              | Angelstad, Småland  |       | 56.871598, 13.771215 | 10069701200001 | Ladda upp en bild av detta fornminne |
| Fotastenen (Angelstad 124:1)       | Hällristning                |              | Angelstad, Småland  |       | 56.879190, 13.805999 | 10069701240001 | Ladda upp en bild av detta fornminne |
| Fotastenen (Angelstad 124:2)       | Hällristning                |              | Angelstad, Småland  |       | 56.879188, 13.805999 | 10069701240002 | Ladda upp en bild av detta fornminne |
| Angelstad 126:1                    | Minnesmärke                 |              | Angelstad, Småland  |       | 56.870126, 13.799861 | 10069701260001 | Ladda upp en bild av detta fornminne |
| Angelstad 128:1                    | Hög                         |              | Angelstad, Småland  |       | 56.909885, 13.789548 | 10069701280001 | Ladda upp en bild av detta fornminne |
| Angelstad 128:2                    | Hög                         |              | Angelstad, Småland  |       | 56.909737, 13.789442 | 10069701280002 | Ladda upp en bild av detta fornminne |
| Angelstad 128:3                    | Hög                         |              | Angelstad, Småland  |       | 56.909839, 13.789254 | 10069701280003 | Ladda upp en bild av detta fornminne |
| Angelstad 129:1                    | Minnesmärke                 |              | Angelstad, Småland  |       | 56.913590, 13.781477 | 10069701290001 | Ladda upp en bild av detta fornminne |
| Angelstad 129:2                    | Minnesmärke                 |              | Angelstad, Småland  |       | 56.913589, 13.781475 | 10069701290002 | Ladda upp en bild av detta fornminne |
| Angelstad 129:3                    | Minnesmärke                 |              | Angelstad, Småland  |       | 56.913590, 13.781475 | 10069701290003 | Ladda upp en bild av detta fornminne |
| Angelstad 131:1                    | Gravfält                    |              | Angelstad, Småland  |       | 56.889751, 13.731712 | 10069701310001 | Ladda upp en bild av detta fornminne |
| Angelstad 132:1                    | Röse                        |              | Angelstad, Småland  |       | 56.887998, 13.746253 | 10069701320001 | Ladda upp en bild av detta fornminne |
| Angelstad 133:1                    | Stenkammargrav              |              | Angelstad, Småland  |       | 56.894352, 13.752579 | 10069701330001 | Ladda upp en bild av detta fornminne |
| Angelstad 135:1                    | Röse                        |              | Angelstad, Småland  |       | 56.919311, 13.800414 | 10069701350001 | Ladda upp en bild av detta fornminne |
| Angelstad 135:2                    | Röse                        |              | Angelstad, Småland  |       | 56.919656, 13.800766 | 10069701350002 | Ladda upp en bild av detta fornminne |
| Angelstad 136:1                    | Stensättning                |              | Angelstad, Småland  |       | 56.910953, 13.790935 | 10069701360001 | Ladda upp en bild av detta fornminne |
| Angelstad 137:1                    | Stensättning                |              | Angelstad, Småland  |       | 56.911555, 13.790899 | 10069701370001 | Ladda upp en bild av detta fornminne |
| Angelstad 142:1                    | Röse                        |              | Angelstad, Småland  |       | 56.877757, 13.835709 | 10069701420001 | Ladda upp en bild av detta fornminne |
| Angelstad 149:1                    | Röse                        |              | Angelstad, Småland  |       | 56.813461, 13.712135 | 10069701490001 | Ladda upp en bild av detta fornminne |
| Angelstad 149:2                    | Stensättning                |              | Angelstad, Småland  |       | 56.813356, 13.712198 | 10069701490002 | Ladda upp en bild av detta fornminne |
| Angelstad 149:3                    | Stensättning                |              | Angelstad, Småland  |       | 56.813728, 13.711460 | 10069701490003 | Ladda upp en bild av detta fornminne |
| Angelstad 152:1                    | Hällristning                |              | Angelstad, Småland  |       | 56.821108, 13.697049 | 10069701520001 | Ladda upp en bild av detta fornminne |
| Angelstad 159:1                    | Stensättning                |              | Angelstad, Småland  |       | 56.852868, 13.748446 | 10069701590001 | Ladda upp en bild av detta fornminne |
| Angelstad 161:1                    | Hällristning                |              | Angelstad, Småland  |       | 56.820833, 13.747422 | 10069701610001 | Ladda upp en bild av detta fornminne |
| Angelstad 173:1                    | Stenkammargrav              |              | Angelstad, Småland  |       | 56.801188, 13.780555 | 10069701730001 | Ladda upp en bild av detta fornminne |
| Angelstad 181:1                    | Hällristning                |              | Angelstad, Småland  |       | 56.846420, 13.784057 | 10069701810001 | Ladda upp en bild av detta fornminne |
| Angelstad 188:1                    | Hällristning                |              | Angelstad, Småland  |       | 56.848532, 13.798130 | 10069701880001 | Ladda upp en bild av detta fornminne |
| Angelstad 196:1                    | Stensättning                |              | Angelstad, Småland  |       | 56.868462, 13.768532 | 10069701960001 | Ladda upp en bild av detta fornminne |
| Angelstad 197:1                    | Stensättning                |              | Angelstad, Småland  |       | 56.869553, 13.767246 | 10069701970001 | Ladda upp en bild av detta fornminne |
| Angelstad 198:1                    | Hällristning                |              | Angelstad, Småland  |       | 56.870334, 13.769406 | 10069701980001 | Ladda upp en bild av detta fornminne |
| Angelstad 199:1                    | Stensättning                |              | Angelstad, Småland  |       | 56.870572, 13.769435 | 10069701990001 | Ladda upp en bild av detta fornminne |
| Angelstad 203:1                    | Stensättning                |              | Angelstad, Småland  |       | 56.879726, 13.769871 | 10069702030001 | Ladda upp en bild av detta fornminne |
| Angelstad 206:1                    | Hällristning                |              | Angelstad, Småland  |       | 56.886325, 13.780464 | 10069702060001 | Ladda upp en bild av detta fornminne |
| Angelstad 208:1                    | Stensättning                |              | Angelstad, Småland  |       | 56.888422, 13.791624 | 10069702080001 | Ladda upp en bild av detta fornminne |
| Angelstad 211:1                    | Gravfält                    |              | Angelstad, Småland  |       | 56.891019, 13.779445 | 10069702110001 | Ladda upp en bild av detta fornminne |
| Angelstad 214:1                    | Stensättning                |              | Angelstad, Småland  |       | 56.879695, 13.805561 | 10069702140001 | Ladda upp en bild av detta fornminne |
| Angelstad 217:1                    | Hög                         |              | Angelstad, Småland  |       | 56.865369, 13.777402 | 10069702170001 | Ladda upp en bild av detta fornminne |
| Angelstad 219:1                    | Röse                        |              | Angelstad, Småland  |       | 56.870107, 13.784877 | 10069702190001 | Ladda upp en bild av detta fornminne |
| Angelstad 227:1                    | Gravfält                    |              | Angelstad, Småland  |       | 56.854682, 13.782605 | 10069702270001 | Ladda upp en bild av detta fornminne |
| Angelstad 228:1                    | Stensättning                |              | Angelstad, Småland  |       | 56.853963, 13.781219 | 10069702280001 | Ladda upp en bild av detta fornminne |
| Angelstad 228:2                    | Grav markerad av sten/block |              | Angelstad, Småland  |       | 56.854024, 13.781233 | 10069702280002 | Ladda upp en bild av detta fornminne |
| Angelstad 232:1                    | Hällristning                |              | Angelstad, Småland  |       | 56.847830, 13.779889 | 10069702320001 | Ladda upp en bild av detta fornminne |
| Angelstad 233:1                    | Hällristning                |              | Angelstad, Småland  |       | 56.847247, 13.778144 | 10069702330001 | Ladda upp en bild av detta fornminne |
| Angelstad 235:1                    | Gravfält                    |              | Angelstad, Småland  |       | 56.834857, 13.772836 | 10069702350001 | Ladda upp en bild av detta fornminne |
| Angelstad 236:1                    | Hällristning                |              | Angelstad, Småland  |       | 56.834369, 13.776389 | 10069702360001 | Ladda upp en bild av detta fornminne |
| Angelstad 238:1                    | Stensättning                |              | Angelstad, Småland  |       | 56.841769, 13.784780 | 10069702380001 | Ladda upp en bild av detta fornminne |
| Angelstad 239:1                    | Stensättning                |              | Angelstad, Småland  |       | 56.832381, 13.779425 | 10069702390001 | Ladda upp en bild av detta fornminne |
| Angelstad 239:2                    | Stensättning                |              | Angelstad, Småland  |       | 56.832360, 13.779951 | 10069702390002 | Ladda upp en bild av detta fornminne |
| Angelstad 249:1                    | Hög                         |              | Angelstad, Småland  |       | 56.820154, 13.745218 | 10069702490001 | Ladda upp en bild av detta fornminne |
| Angelstad 249:2                    | Hög                         |              | Angelstad, Småland  |       | 56.820143, 13.745412 | 10069702490002 | Ladda upp en bild av detta fornminne |
| Angelstad 249:3                    | Hög                         |              | Angelstad, Småland  |       | 56.820105, 13.745541 | 10069702490003 | Ladda upp en bild av detta fornminne |
| Angelstad 253:1                    | Röse                        |              | Angelstad, Småland  |       | 56.823724, 13.803440 | 10069702530001 | Ladda upp en bild av detta fornminne |
| Angelstad 254:1                    | Hällristning                |              | Angelstad, Småland  |       | 56.817819, 13.803236 | 10069702540001 | Ladda upp en bild av detta fornminne |
| Angelstad 256:5                    | Hällristning                |              | Angelstad, Småland  |       | 56.823149, 13.769932 | 10069702560005 | Ladda upp en bild av detta fornminne |
| Angelstad 267:1                    | Hällristning                |              | Angelstad, Småland  |       | 56.886887, 13.802859 | 10069702670001 | Ladda upp en bild av detta fornminne |
| Köttebullastenen (Angelstad 272:1) | Hällristning                |              | Angelstad, Småland  |       | 56.879859, 13.825896 | 10069702720001 | Ladda upp en bild av detta fornminne |
| Angelstad 273:1                    | Hällristning                |              | Angelstad, Småland  |       | 56.880091, 13.827064 | 10069702730001 | Ladda upp en bild av detta fornminne |
| Angelstad 286:1                    | Hällristning                |              | Angelstad, Småland  |       | 56.903397, 13.792945 | 10069702860001 | Ladda upp en bild av detta fornminne |
| Angelstad 286:2                    | Hällristning                |              | Angelstad, Småland  |       | 56.903497, 13.792822 | 10069702860002 | Ladda upp en bild av detta fornminne |
| Angelstad 291:1                    | Hällristning                |              | Angelstad, Småland  |       | 56.854949, 13.764400 | 10069702910001 | Ladda upp en bild av detta fornminne |
| Angelstad 295:1                    | Stensättning                |              | Angelstad, Småland  |       | 56.813643, 13.789484 | 10069702950001 | Ladda upp en bild av detta fornminne |
| Angelstad 296:1                    | Stensättning                |              | Angelstad, Småland  |       | 56.812978, 13.789813 | 10069702960001 | Ladda upp en bild av detta fornminne |
| Angelstad 297:1                    | Stensättning                |              | Angelstad, Småland  |       | 56.846229, 13.817719 | 10069702970001 | Ladda upp en bild av detta fornminne |
| Angelstad 298:1                    | Hällristning                |              | Angelstad, Småland  |       | 56.817417, 13.807712 | 10069702980001 | Ladda upp en bild av detta fornminne |
| Angelstad 299:1                    | Stensättning                |              | Angelstad, Småland  |       | 56.795958, 13.809113 | 10069702990001 | Ladda upp en bild av detta fornminne |
| Angelstad 299:2                    | Stensättning                |              | Angelstad, Småland  |       | 56.795897, 13.808937 | 10069702990002 | Ladda upp en bild av detta fornminne |
| Angelstad 299:3                    | Stensättning                |              | Angelstad, Småland  |       | 56.795848, 13.808754 | 10069702990003 | Ladda upp en bild av detta fornminne |
| Angelstad 300:1                    | Hög                         |              | Angelstad, Småland  |       | 56.891200, 13.794390 | 10069703000001 | Ladda upp en bild av detta fornminne |
| Angelstad 300:2                    | Hög                         |              | Angelstad, Småland  |       | 56.891276, 13.794427 | 10069703000002 | Ladda upp en bild av detta fornminne |
| Angelstad 301:1                    | Hällristning                |              | Angelstad, Småland  |       | 56.841490, 13.777626 | 10069703010001 | Ladda upp en bild av detta fornminne |
| Angelstad 306:1                    | Stensättning                |              | Angelstad, Småland  |       | 56.891929, 13.782555 | 10069703060001 | Ladda upp en bild av detta fornminne |
| Angelstad 314                      | Hällristning                |              | Angelstad, Småland  |       | 56.867231, 13.795202 | 12000000018549 | Ladda upp en bild av detta fornminne |